# 拉德雷讷
拉德雷讷（法語：La Drenne，法語發音：[la dʁɛn]）是法国瓦兹省的一个市镇，属于博韦区。该市镇于2017年1月1日由原市镇勒代吕日、拉讷维尔多蒙和勒松拉拜合并而成，行政中心位于勒代吕日。

## 地名
“拉德雷讷”（La Drenne）一名中，“拉”（La）为定冠词，“德雷讷”（Drenne）则是由原市镇勒代吕日（Le Déluge）、勒松拉拜（Ressons-l'Abbaye）和拉讷维尔多蒙（La Neuville-d'Aumont）的名称中各取一部分合并而成。

## 地理
拉德雷讷（49°17'51"N, 2°6'39"E）面积13.87 平方千米，位于法国上法蘭西大區瓦兹省，该省份为法国北部内陆省份，北起索姆省，西接厄尔省和滨海塞纳省，南至塞纳-马恩省和瓦兹河谷省，东临埃纳省。
与拉德雷讷接壤的市镇（或旧市镇、城区）包括：欧特伊、圣叙尔皮斯、奥当克莱韦克、锡伊-蒂亚尔、勒库德赖叙泰勒、泰勒地区拉布瓦西耶尔、科尔贝伊塞尔、圣克雷潘-伊布维莱尔、瓦尔当皮埃尔。
拉德雷讷的时区为UTC+01:00、UTC+02:00（夏令时）。

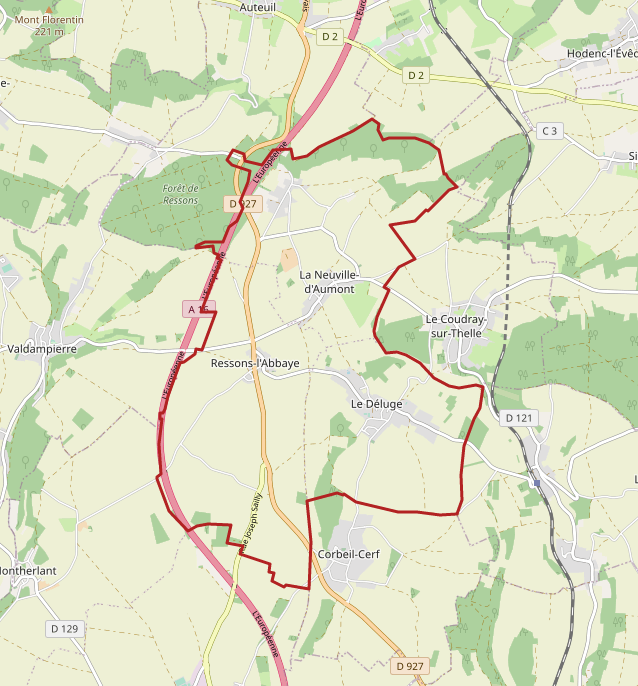
拉德雷讷的OSM定位图

## 行政
拉德雷讷的邮政编码为60790，INSEE市镇编码为60196。

## 政治
拉德雷讷所属的省级选区为韦克桑地区肖蒙县。

## 人口
拉德雷讷于2022年1月1日时的人口数量为1086人。